# Hörspielkalender
Der Hörspielkalender war eine monatliche Sendung des Deutschlandfunks, die von 1996 bis Dezember 2009 jeweils am Samstagabend im Anschluss an das Hörspiel um 20.05 Uhr über die aktuelle Entwicklung im Bereich der Radiokunst informierte.
Die erste Ausgabe des Hörspielkalenders wurde am 20. April 1996 ausgestrahlt. Moderiert wurde die Sendung von Frank Olbert (Kulturredakteur beim Kölner Stadtanzeiger), der unter anderem Juror beim Hörspielpreis der Kriegsblinden war. Meistens wurden drei Themen besprochen, zu denen Interviews und Auszüge aus den betreffenden Hörspielproduktionen liefen. Am Ende der Sendung stand ein Nachrichtenüberblick.
Der Hörspielkalender wurde Ende 2009 vom Deutschlandfunk ohne Vorankündigung eingestellt.
Seit Februar 2010 strahlt der Deutschlandfunk auf dem gleichen Sendeplatz das Magazin Cinch aus, das von Michael Langer moderiert wird.